# شاکی (غزنی)
شاکی یک منطقهٔ مسکونی در افغانستان است که در ولسوالی جغتو ولایت غزنی و در جنوب غربی شهر غزنی موقعیت دارد.

## مردم‌شناسی
باشندگان شاکی را مردم هزاره تشکیل می‌دهند و به گویش‌های هزارگی و دری زبان فارسی صحبت می‌کنند.
مردم شاکی، مردمانی مهمان‌نواز و بیشتر پایبند به آداب و سنت‌های قدیمی خود می‌باشند.